# Xeroconium boreale
Xeroconium boreale är en svampart som först beskrevs av Petter Adolf Karsten, och fick sitt nu gällande namn av David Leslie Hawksworth 1981. Xeroconium boreale ingår i släktet Xeroconium, divisionen sporsäcksvampar och riket svampar.   Inga underarter finns listade i Catalogue of Life.